# Köstlin (Familie)
Köstlin ist der Name einer mehrheitlich in Württemberg ansässigen evangelischen Theologen- und Beamtenfamilie, die eine stattliche Zahl bedeutender Persönlichkeiten in Kirche und Gesellschaft hervorgebracht hat. Ebenso haben Mitglieder dieser Familie auf dem Gebiet der Musik, der Dichtung und der Schönen Künste besonders zur Zeit der Romantik eine bedeutende Rolle gespielt.

## Herkunft und Entwicklung
Die Familie Köstlin ist schwäbischen Ursprunges. Die ersten urkundlichen Erwähnungen finden sich im 15. Jahrhundert auf dem Gebiet der Reichsstadt Esslingen (Henslin Köstlin 1460, Peter Cöstlin 1495). Im 16. Jahrhundert begegnen die Brüder Cosmann Köstlin (* 1563), Schultheiß in Mettingen, von dem die nicht näher erforschte Mettinger Linie abzweigt, und Johannes (* 1565), Weingärtner, verheiratet mit Ursula Knapp († 1593), der die Esslinger Linie begründete. Dessen Sohn Cosmann (1592–1646), ein gelernter Schuhmacher, diente im Dreißigjährigen Krieg als kaiserlicher Unteroffizier und wurde 1643 Torwart am Mettinger Tor in Esslingen. Sein durch die Kriegsverläufe in Worms geborener einziger Sohn, Cosmann (1641–1685), schlug als erster Köstlin die Theologenlaufbahn ein und amtierte als Pfarrer in Degenfeld und Deizisau, zuletzt als Diakonus in Esslingen. Von seinen zwei überlebenden Söhnen wurde der ältere, Cosmann Friedrich Köstlin (1675–1739), Chirurg und Ratsherr in Esslingen, und der jüngere, Tobias Köstlin (1679–1725), wie sein Vater ebenfalls Pfarrer, zuletzt in Bönnigheim.
Die Ehe des Chirurgen Cosmann Friedrich Köstlin mit einer Angehörigen der Familie Hegel blieb kinderlos. Tobias Köstlin und seine Ehefrau Christiana Dorothea geb. Hauff (1687–1733), eine Urgroßtante des Dichters Wilhelm Hauff, hatten zehn Kinder, von denen sieben im jugendlichen Alter verstarben. Es überlebten Cosmann Friedrich Köstlin (1711–1790), Tobias Köstlin (1713–1761), herzoglicher Rat, Untervogt und Keller zu Brackenheim, sowie Heinrich Köstlin (1718–1748), Pfarrer von Rötenberg im Schwarzwald, dessen Sohn Friedrich (1747–1814) als Stadtpfarrer die Alpirsbacher Linie begründete. Sowohl die Brackenheimer als auch die Alpirsbacher Linie sind später im Mannesstamm erloschen. Ein Sohn des Brackenheimer Tobias ist der jung verstorbene, aber dennoch bedeutende Professor für Naturgeschichte an der Stuttgarter Hohen Karlsschule, Karl Heinrich Köstlin.
Gemeinsamer Vorfahre der unten angeführten Persönlichkeiten und aller noch heute lebenden Familienangehörigen ist somit der älteste Sohn des Bönnigheimer Stadtpfarrers, Cosmann Friedrich Köstlin, welcher im Jahr 1747 zum Superintendenten (Dekan) in Heidenheim und 1753 zum „Senior Ministerii“ (Oberpfarrer) in Esslingen ernannt wurde und im Jahr 1763 ein neues Kirchengesangbuch herausgab.
Theologisch war die Familie Köstlin vom Pietismus geprägt: zum Teil enge persönliche Kontakte bestanden zu Philipp Jakob Spener, August Hermann Francke, Johann Albrecht Bengel und Friedrich Christoph Oetinger.

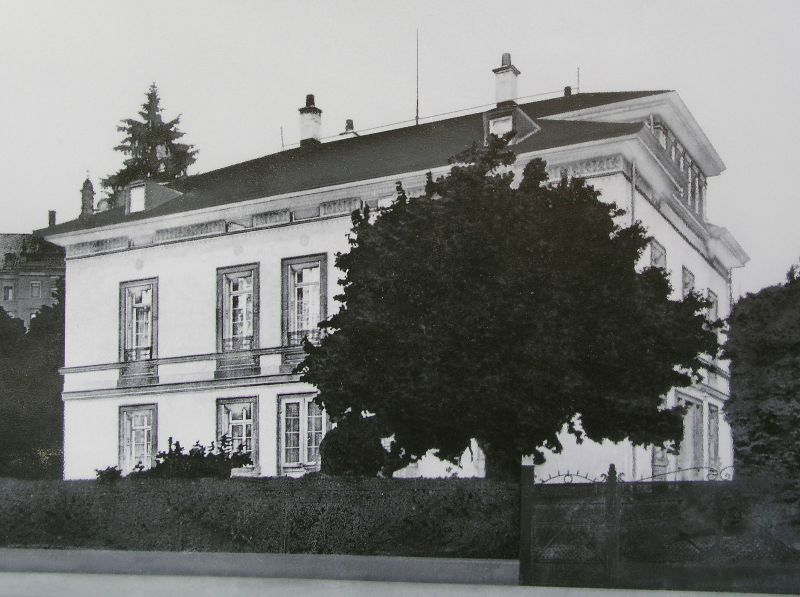
Villa Köstlin um 1900

Die Familie kennzeichnet eine starke Neigung zur Kunst, insbesondere zur Dicht- und Liedkunst der Romantik. So gehörten die Brüder Heinrich (1787–1859) und August Köstlin (1792–1873) der Schwäbischen Dichterschule an und waren mit Justinus Kerner, Karl Mayer, Ludwig Uhland, Gustav Schwab, Eduard Mörike und Nikolaus Lenau befreundet. Über die Liederkomponistin Josephine Köstlin geb. Lang ergaben sich Beziehungen zu Musikern wie Fanny und Felix Mendelssohn Bartholdy und Clara und Robert Schumann. Die Tochter der Liederkomponistin, Maria Fellinger geb. Köstlin (1849–1925), gehörte zum engeren Freundeskreis um Johannes Brahms, von dem sie als Bildhauerin, Malerin und Fotografin bekannte Porträts schuf. Kultureller Treffpunkt war die Villa Köstlin des Ehepaares Christian Reinhold und Josefine Köstlin in der Tübinger Rümelinstraße 27, die mittlerweile unter Denkmalschutz gestellt worden ist. Heute befindet sich dort das Zentrum für Islamische Theologie als Einrichtung der Universität Tübingen. Der Unternehmer Ulrich Köstlin setzt sich aktuell dafür ein, dass die Villa im Sinne seiner Vorfahren wieder für Dichterlesungen und musikalische Soireen zur Verfügung gestellt wird.
Das Familienwappen Köstlin, das bereits der erste Pfarrer führte, zeigt im Schild einen auf dem Kopf stehenden „gestürzten“ Schrank mit Kugelfüßen (redend gemeint, den Namen von „Kästl[e]in“, schwäbisch „Kasten“ für Schrank, ableitend, doch wird der Name als alemannisch verkürzte Form von „Konstantin“ gedeutet), auf dem Helm den Rumpf eines bärtigen Mannes mit Zipfelmütze. Die Farben sind unbekannt.
Bis zum heutigen Tag ist der Hauptanteil dieser alten Familie des Bildungsbürgertums mit immer noch mehr als 100 Adressbucheintragungen schwerpunktmäßig in Württemberg vertreten.

## Bedeutende Familienangehörige (genealogisch sortiert)
1. Cosmann Friedrich Köstlin (1711–1790), Dekan in Heidenheim, „Senior Ministerii“ (Oberpfarrer) der Reichsstadt Esslingen, Scholarcha („Schuldezernent“) und Eherichter, ⚭ Maria Sophia Köpke (1714–1791) aus einer brandenburgischen Theologenfamilie (Grabstein Stadtkirche St. Dionys, südöstliches Seitenschiff)
  1. Nathanael Köstlin (1744–1826), Dekan und (Ehren-)Prälat in Bad Urach Hauslehrer Friedrich Hölderlins (1770–1843)[6] und Friedrich Schellings (1775–1854), seines Neffen. Köstlin war ⚭ Sibylle Friederike Cless (1751–1824)
    1. Nathanael Friedrich von Köstlin (1776–1855), Professor für Praktische Theologie in Tübingen sowie Oberkonsistorialrat und Prälat von Tübingen (mit Sitz in Stuttgart), ⚭ I.: Heinrike Schnurrer (1788–1819) und II.: Henriette verw. Müller geb. Rapp (1792–1823), Witwe des Kupferstechers Friedrich Müller (1782–1816)
      1. Christian Reinhold Köstlin (1813–1856), Rechtswissenschaftler, Professor für Strafrecht in Tübingen, Dichterjurist, ⚭ Josephine Caroline Lang (1815–1880) Liederkomponistin
        1. Heinrich Adolf Köstlin (1846–1907), Professor für Praktische Theologie in Gießen sowie Kirchenmusiker, Musikschriftsteller und Musikphilosoph, Gründervater des „Evangelischen Kirchengesangvereins für Deutschland“, ⚭ Sofie Gerok (1847–1930), Tochter von Karl Gerok (1815–1890), Theologe und Lyriker
          1. Therese Köstlin (1877–1964), Lyrikerin und Liedtexterin[7]

        2. Maria Regina (1849–1925), Bildhauerin, ⚭ Richard Albert Fellinger (1848–1903), Industrieller und Leiter eines Siemenswerks

    2. Karl Wilhelm Gottlieb von Köstlin (1785–1854), evangelischer Theologe und Ephorus des Evangelisch-theologischen Seminars Bad Urach (Lehrer von Eduard Mörike), ⚭ Johanne Luise Süskind (1796–1874), eine Tochter des Theologen Friedrich Gottlieb Süskind (1767–1829)
      1. Karl Reinhold von Köstlin (1819–1894), evangelischer Theologe, Professor für Ästhetik in Tübingen, Literaturhistoriker, besorgte die erste historisch-kritische Ausgabe der Werke Hölderlins, setzte sich als einer der ersten Berufsästheten für die Musik von Richard Wagner ein. Er veranlasste 1876 den Verlag Breitkopf & Härtel in der Gesamtausgabe der Werke Mozarts dazu, den zweiten Vornamen des Komponisten nicht mehr „Amadé“, sondern „Amadeus“ zu schreiben.
      2. Adolphine Luise Köstlin (1828–1861), ⚭ Ferdinand August von Hartmann (1817–1863), jüngster Sohn des Heidenheimer Industriepioniers Karl Ludwig Friedrich von Hartmann (1766–1852), Großmutter von Gertrud (1880–1963) und Elsbeth Stockmayer (1885–1975)

    3. Karl Heinrich Gotthilf von Köstlin (1787–1859), Arzt, Obermedizinalrat in Stuttgart, Reformer der klinischen Psychiatrie in Württemberg (Anstalten Winnental und Zwiefalten), Mitglied der Schwäbischen Dichterschule, ⚭ Mathilde verw. Storr geb. Otto (1794–1835)
      1. Otto Köstlin (1818–1884), Arzt und Professor für Naturwissenschaften am Gymnasium in Stuttgart (Gegner der Evolutionstheorie von Charles Darwin), Redakteur des Medizinischen Correspondenzblatts des Württembergischen ärztlichen Vereins, Mitglied der Akademie Leopoldina, ⚭ Emilie Elben (1826–1903)
      2. Theodor Köstlin (1823–1900), Jurist, Staatsrat, Oberlandesgerichtspräsident in Stuttgart, Sänger (Bassbariton), Förderer des Stuttgarter Musiklebens (Konservatorium, Liederhalle, Verein für klassische Kirchenmusik), 1876 bis 1897 Vorsitzender der Zentralleitung der württembergischen Wohlfahrtsvereine, ⚭ Mathilde Schelling (1831–1920), Nichte des Philosophen Friedrich Schelling
      3. Julius Köstlin (1826–1902), Professor der Theologie in Göttingen, Breslau und Halle (Saale), Oberkonsistorialrat, Pionier der historischen Lutherforschung, ⚭ Pauline Schmid (1831–1913)
        1. Mathilde Köstlin (1860–1908), ⚭ Johannes Meinhof (1859–1947), Pfarrer, Großeltern der Terroristin Ulrike Meinhof (1934–1976)

    4. August Friedrich von Köstlin (1792–1873), Jurist, Staatsrat, Konsistorialpräsident in Stuttgart, Mitorganisator des württembergischen Eisenbahnwesens, Direktor der staatlichen Kunstsammlungen sowie der staatlichen Kunstschule, Gründervater des Württembergischen Kunstvereins, ⚭ Wilhelmine Mayer (1798–1867), Schwester des Dichterjuristen Karl Mayer und des Landschaftsmalers Louis Mayer[8]
      1. August Köstlin (1825–1894), Brückenbau-Ingenieur, Direktor der Forst-, Industrie- und Montanbaugesellschaft zu Wien sowie Redakteur der Wiener Allgemeinen Bauzeitung, ⚭ Therese Schurz (1830–1872), Nichte des Dichters Nikolaus Lenau
        1. Theodor Köstlin (1855–1939), Künstlername „Theodor Brandt“, Schauspieler, Regisseur am Burgtheater in Wien, Direktor des Schauspiels in Weimar und Stuttgart, Rundfunksprecher, ⚭ Helene Schüle (1860–1926), Schauspielerin
          1. Karl Köstlin (1886–1960)[9], Württembergischer Staatsschauspieler, Regisseur und Rundfunksprecher, ⚭ Emmy Sonnemann (1893–1973), Schauspielerin, die nach ihrer 1926 erfolgten Scheidung 1935 eine zweite Ehe mit Hermann Göring (1893–1946) einging.

      2. Karl von Köstlin (1827–1909), Jurist, Direktor des seinerzeit hochmodernen Zellengefängnisses in Heilbronn, Vorreiter eines humanen Strafvollzugs, Initiator und Vorstand des Heilbronner Kunstvereins, ⚭ Anna Scholl (1836–1922)
        1. Ludwig Köstlin (1859–1945), Keksfabrikant in Bregenz und Győr (Raab), ⚭ Julie Seelig (1863–1945)
        2. Reinhold Köstlin (1876–1967), Schauspieler, seit 1899 am Schiller-Theater in Berlin, Berliner Staatsschauspieler, ⚭ Charlotte Carnap (1890–1975)

  2. Friedrich Köstlin (1749–1828), Stadtpfarrer in Esslingen, ⚭ Magdalena Dorothea Caspart (1750–1803), Enkeltochter der pietistischen Dichterin Magdalena Sibylla Rieger geb. Weissensee (1707–1786)
    1. Ernst Gottlob Köstlin (1780–1824), evangelischer Theologe, Dichter, Schriftsteller und Mineraloge, Professor an der Gelehrtenschule des Johanneums in Hamburg, ⚭ Doris Grabau (1786–1852)
    2. Immanuel Ferdinand Köstlin (1781–1835), evangelischer Theologe, Stiftsoberhelfer (Zweiter Pfarrer) an der Stiftskirche in Stuttgart, ⚭ Caroline Johanne Friz (1785–1841)
      1. Theodor Friedrich Köstlin (1815–1876), Theologe, Rektor der Lateinschule in Nürtingen, zuletzt Pfarrer von Oberderdingen, Lebensfreund von Karl Gerok, den er zur Veröffentlichung des erfolgreichen Lyrikbandes „Palmblätter“ bewegte, Mitarbeiter an der ersten Gesamtausgabe der Werke Schellings, Freund von Eduard Mörike (vgl. derselbe „Auf die Nürtinger Schule“ und „Häusliche Szene“), ⚭ Marie Steinbeis (1821–1893), Nichte des Dichters Justinus Kerner, Schwester von Ferdinand von Steinbeis (1807–1893), Förderer von Handel und Gewerbe
        1. Friedrich Köstlin (1845–1932), Theologe, Pädagogischer Schriftsteller, Stadtpfarrer und Bezirksschulinspektor in Langenau, Dekan in Blaufelden und Backnang, ⚭ Emma Süskind (1849–1919)
          1. Reinhard Köstlin (1875–1957), Jurist, Präsident im württembergischen Staatsministerium, ⚭ Anna Köstlin (1883–1961), über ihren Vater Karl Justinus Köstlin (1853–1911) Enkelin von Theodor Friedrich Köstlin aus Nürtingen
2. Tobias Köstlin (1713–1761), herzoglicher Rat, Untervogt und Keller zu Brackenheim (genealogische Linie ausgestorben)
  1. Karl Heinrich Köstlin (1755–1783), Professor für Naturgeschichte an der Hohen Karlsschule Stuttgart

## Weitere bekannte Persönlichkeiten
- Margarete Köstlin-Räntsch (1880–1945), Ärztin, Ehefrau des aus Treherz gebürtigen Gutsbesitzers Otto Köstlin (1871–1945) in Wargenau bei Cranz, Mutter der Pilotin und Unternehmerin Beate Uhse, geb. Köstlin (1919–2001)
- Albrecht Köstlin (1905–1970), Agrarökonom und Agronom
- Wolfgang Köstlin (1914–1997), Jurist und Generalmajor im deutschen Verteidigungsministerium
- Beate Uhse, geb. Köstlin (1919–2001), Pilotin, Unternehmerin, Tochter des Gutsbesitzers Otto Köstlin (1871–1945) in Wargenau bei Cranz und der Ärztin Margarethe Köstlin-Räntsch. Beate Köstlin heiratete 1939 zunächst ihren Fluglehrer Hans-Jürgen Uhse (1907–1944) und 1949 den Kaufmann Ernst-Walter Rotermund
- Konrad Köstlin (* 1940), Professor für Volkskunde in Kiel, Regensburg, Tübingen und Wien sowie Vizepräsident des Österreichischen Volksliedwerks.
- Ulrich Köstlin (* 1952), Jurist und bis 2010 Vorstandsmitglied der Bayer Schering Pharma, Ehrensenator der Universität Tübingen.